# 多賀城市立城南小学校
多賀城市立城南小学校（たがじょうしりつ じょうなんしょうがっこう）は、宮城県多賀城市城南一丁目にある公立小学校。

## 概要
学校近郊に東北歴史博物館、多賀城政庁跡などがあり、身近に歴史を学べる環境にある。生徒数は862名、職員数40名（2014年度始め）で、多賀城市内の小学校全6校中、一番大きな学校である。

### 校名の由来・開校記念日
- 城南小学校の由来は、学校の所在地が多賀城政庁跡の南側に位置することから名付けられている[1]。
- 1975年（昭和50年）4月に開校したが、当初、本校は多賀城小学校内に置き、山王小学校に分教室を設けて運営された。1976年（昭和51年）9月に校舎が完成し現在の所在地となった。さらに、1978年（昭和53年）11月に第二期校舎、1984年（昭和59年）3月に第三期校舎が竣工している[1][2]。
- 開校記念日は1月29日。1977年（昭和52年）のこの日に、屋内運動場の落成式と校旗の樹立、校歌発表会の行った事にちなんでいる[1]。

### 校章・校歌

#### 校章

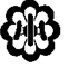
校章

1975年（昭和50年）9月1日制定。校章図起案者は伊橋寛。
校章は、多賀城の軒がわらである「重弁蓮華文鬼板瓦」を図案化したものである。縁取りの部分がそれに当り、その中に小学校を表す「小」の文字を入れている。由緒ある静かな環境の中で　明るく胸を張って　たくましく高い理想をひとすじに　未来に向かって進む児童をめざしている。

#### 校旗
1977年（昭和52年）1月29日樹立。

#### 校歌
1976年（昭和51年）11月制定。作詞は菊地新、作曲は三善晃。詞は通作歌曲形式であり、曲は二部合唱の合唱曲である。

### 学区の概要
多賀城市は約1300年前の奈良時代から約600年間にわたって、東北地方を治めるために国府と鎮守府がおかれたところである。学区は市の北北西に位置し、日本三大史跡の一つとして知られる多賀城政庁跡をはじめ、多賀城碑・多賀城廃寺等を含む特別史跡地や東北歴史博物館があり、名実ともに「活力とふれあいのある史都・多賀城」の中心をなしている。
本校東側には、2001年にできた国府多賀城駅がある。駅ができる前には田園地帯であったが、駅ができてからは急速に宅地化が進み、東側に高層マンションが、南には大規模店舗が並ぶなど、人口が急増した。しかし、現在は落ち着いており、児童数は横ばい状態である。地域住民及び保護者の教育に関する関心は高い。

## 通学区域
- 多賀城市
  - 市川、浮島、浮島1丁目、浮島2丁目、高崎、高崎1丁目、高崎2丁目、高崎3丁目、城南1丁目、城南2丁目、東田中、東田中1丁目、東田中2丁目（11番、12番、29～37番・38番の一部及び39番）[4]

## 進学先中学校
- 多賀城市立高崎中学校（大部分）
- 多賀城市立第二中学校（市川及び浮島地区）

## 交通
- JR東北本線国府多賀城駅より約270m

## 出身有名人
- 千葉雄大 - 俳優番組の企画で本を寄贈し、図書室に「千葉雄大文庫」が設置されている）[5]
- 平沢大河 - プロ野球選手[6]